# كيمبرلي كوتس
كيمبرلي كوتس (بالإنجليزية: Kimberly Couts)‏ مواليد 9 مايو 1989 في نيوجيرسي، الولايات المتحدة، هي لاعبة كرة مضرب أمريكية سابقة بدأت مسيرتها كمحترفة سنة 2004 وكانت تلعب باليد اليمنى، اعتزلت اللعب في 2012. أعلى تصنيف لها في الفردي كان المركز الـ 259 في سنة 2009. أعلى تصنيف لها في الزوجي كان المركز الـ 157 في سنة 2010.

## روابط خارجية
- كيمبرلي كوتس على موقع رابطة محترفات التنس (الإنجليزية)
- كيمبرلي كوتس على موقع الاتحاد الدولي لكرة المضرب (الإنجليزية)